# 鉤束
鉤[形]束（英語：uncinate fasciculus，UF）由人體大腦內一白质纤维束（white matter tract）組成，是額葉眶皮質（orbitofrontal cortex）和海馬體、杏仁體的聯合纖維束。